# Фейзабад (Аштіан)
Фейзабад (перс. فيض اباد) — село в Ірані, у дегестані Сіявашан, в Центральному бахші, шахрестані Аштіан остану Марказі. За даними перепису 2006 року, його населення становило 697 осіб, що проживали у складі 155 сімей.